# صادق المحسن
صادق المحسن (ولد في 23 تشرين الأول/أكتوبر 1997) هو لاعب كرة يد  سعودي، يلعب كظهير وسط في نادي الخليج (السعودية) ومثّل منتخب السعودية المنتخب لكرة اليد.

### الأندية التي لعب فيها
```
1- 
نادي المحيط
```

2- نادي الخليج (السعودية)
شارك في بطولة العالم لكرة اليد للرجال عام 2017.